# Valea Călugărească, Prahova
Valea Călugărească este satul de reședință al comunei cu același nume din județul Prahova, Muntenia, România.